# Fernando Rubio Aguiló
Fernando Rubio Aguiló (Palma, 19 de maig de 1979) és un jurista i polític mallorquí, diputat al parlament de les Illes Balears en la VIII legislatura.
Llicenciat en dret, ha exercit com a advocat. Políticament el 2003 fou secretari general de Nuevas Generaciones del Partit Popular, de 2003 a 2010 portaveu del PP en el Consell de Mallorca i president del districte del Centre. Fou elegit diputat a les eleccions al Parlament de les Illes Balears de 2011 i de 2011 a 2015 ha estat portaveu del Grup Parlamentari Popular a la Comissió de Sanitat al Parlament Balear. A les eleccions municipals espanyoles de 2015 fou el número 5 de la llista del PP a l'ajuntament de Palma.